# Franz-Josef Wuermeling
Franz-Josef Wuermeling est un homme politique allemand, né le 8 novembre 1900 à Berlin (Prusse) et mort le 7 mars 1986 à Münster (Rhénanie-du-Nord-Westphalie). Il est membre de l'Union chrétienne-démocrate d'Allemagne (CDU).
Il est fonctionnaire de l'administration de Prusse avant la Seconde Guerre mondiale, puis entrepreneur dans l'industrie pendant le conflit. Il entre en politique en 1947, comme député et secrétaire d'État de Rhénanie-Palatinat. En 1949, il est élu député fédéral et devient pour deux ans directeur de la chancellerie fédérale, avec rang de secrétaire d'État.
Il est nommé ministre fédéral de la Famille après les élections de 1953, étant le premier titulaire de ce poste. Il le conserve neuf ans, établissant ainsi le record de longévité. Pendant ce mandat, il instaure un congé de maternité fédéral, des allocations familiales, et augmente les avantages en faveur des familles nombreuses. Il se retire de la vie politique en 1969.

## Éléments personnels

### Formation
Après avoir passé son Abitur en 1918 à Warburg, il accomplit pendant trois mois à peine son service militaire dans la Kaiserliche Marine, puis il accomplit des études supérieures de droit et de sciences économiques à Münster, Hambourg, et enfin Fribourg-en-Brisgau. Titulaire d'un doctorat de sciences économiques à partir de 1921, il entre dans la fonction publique un an plus tard.

### Carrière
Il intègre au ministère de l'Intérieur de l'État libre de Prusse en 1926, puis devient cinq ans plus tard préfet et responsable des finances publiques de l'administration provinciale de Hesse-Nassau. Il quitte l'administration publique en 1939, rejoignant en 1940 le secteur de l'industrie du basalte et de l'asphalte au sein de l'entreprise familiale Werhahn. Il siège même au comité directeur de Basalt AG, installée à Linz am Rhein jusqu'en 1945.

### Famille
Il est le fils de Bernhard Wuermeling, membre du Parti du centre allemand et président de la province de Westphalie entre 1919 et 1922, et le grand-père de Joachim Wuermeling, membre de la CSU, député européen puis secrétaire d'État du ministère fédéral de l'Économie.

## Vie politique

### Les premiers mandats en Rhénanie-Palatinat
Maire de Linz am Rhein en 1945, il adhère cette année-là à l'Union chrétienne-démocrate d'Allemagne (CDU) et siège, pendant un an à partir de 1946, à l'assemblée régionale consultative du Land de Rhénanie-Palatinat. En 1947, il est élu député au Landtag et aussitôt nommé secrétaire d'État au ministère de l'Intérieur.

### Carrière fédérale
Il devient membre du comité directeur régional de la CDU, député fédéral de Rhénanie-Palatinat au Bundestag, ainsi que directeur de la chancellerie fédérale, avec rang secrétaire d'État et en tandem avec Walter Hallstein, en 1949. Hallstein quitte son poste en mars 1950, et lui-même en janvier 1951. Un an plus tard, il fait partie du groupe de députés CDU/CSU présentant une proposition de loi visant à faire élire l'ensemble du Bundestag au scrutin uninominal majoritaire à un tour, ce qui priverait les alliés traditionnels des chrétiens-démocrates de toute représentation parlementaire.

### Le premier ministre de la Famille
Le 20 octobre 1953, Franz-Josef Wuermeling est nommé ministre fédéral des Questions familiales et juvéniles d'Allemagne, étant le premier à occuper un tel poste. Il mène alors une politique tournée vers la promotion de la natalité en favorisant les familles nombreuses. Il a ainsi instauré un mécanisme de voyage ferroviaire à moitié prix, connu sous le nom de Wuermeling-Pass, mis en place le congé maternité au niveau fédéral, augmenté sensiblement le montant et le nombre de bénéficiaires des allocations familiales. Il s'est en revanche régulièrement élevé contre le travail des femmes, estimant que « avoir une mère à la maison, cela remplace les voitures, la radio, et les voyages à l'étranger ».
Régulièrement reconduit, il quitte le cabinet fédéral le 13 décembre 1962, établissant le record de longévité à son poste avec neuf ans et deux mois de mandat. Il continue de siéger au Bundestag en 1969, puis se retire de la vie politique.